# Prix Lilienfeld

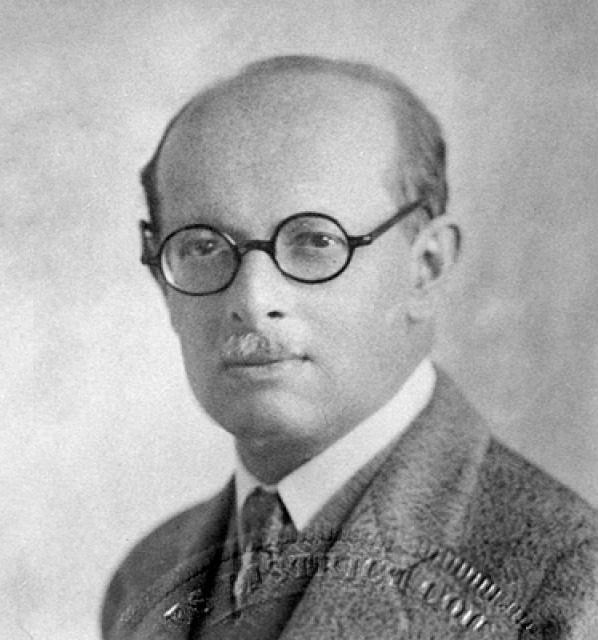
Julius Edgar Lilienfeld

Le  prix Julius Edgar Lilienfeld de la Société américaine de physique, en souvenir de Julius Edgar Lilienfeld, est décerné chaque année, depuis 1989. (Mais il n'a pas été attribué en 2002). Le but de ce prix est de reconnaître les contributions exceptionnelles en physique.

## Liste des lauréats
Source: Société Américaine De Physique
- 1989: N. David Mermin (en)
- 1990: Michael V. Berry
- 1991: Daniel Kleppner
- 1992: Alan H. Guth et Claude Cohen-Tannoudji
- 1993: David N. Schramm
- 1994: Marvin L. Cohen (en)
- 1995: Valentine Telegdi
- 1996: Kip Stephen Thorne
- 1997: Michael S. Turner
- 1998: Douglas James Scalapino (en)
- 1999: Stephen William Hawking
- 2000: Robert J. Birgeneau (en)
- 2001: Lawrence M. Krauss
- 2002: Pas attribué
- 2003: Frank A. Wilczek
- 2004: H. Jeff Kimble
- 2005: Robert Hamilton Austin (en)
- 2006: Mikhail Shifman (en)
- 2007: Lisa Randall
- 2008: H. Eugene Stanley
- 2009: Ramamurti Shankar (en)
- 2010: David Kelly Campbell (en)[1] & Shlomo Havlin[2]
- 2011: Gerald Gabrielse (en)[3]
- 2012: Gordon Kane (en)
- 2013: Margaret Geller[4]
- 2014: Edward Ott (en)[5]
- 2015: David Awschalom (en)[6]
- 2016: David Pines (en)[7]
- 2017: Martin Rees
- 2018: Naomi Halas (en)
- 2019: Katherine Freese
- 2020: Joël Primack
- 2021: William M. Jackson
- 2022: Chang Kee Jung
- 2023: Albert-László Barabási
- 2024: Edward Kolb
- 2025: Bharat Ratra